# Propionato de clobetasol
El propionato de clobetasol es un corticoide utilizado para el tratamiento de diversas afecciones de la piel, como el eccema, la dermatitis de contacto, la dermatitis seborreica y la psoriasis, aunque se desaconseja su uso en enfermedades de naturaleza similar como la rosácea o la dermatitis perioral. Su modo de aplicación es sobre la piel en distintos formatos, como crema, ungüento o champú. Se recomienda que su administración se limite a un corto periodo de tiempo y solo si otros corticoides más débiles no resultan efectivos para el tratamiento de la afección.
Los efectos secundarios más comunes son la irritación, sequedad y enrojecimiento de la piel, además de granos y telangiectasia. Aunque menos probables, también puede provocar efectos secundarios graves, como insuficiencia adrenal, reacciones alérgicas, celulitis y síndrome de Cushing. Los estudios realizados no han podido aún concluir si su utilización es segura durante el embarazo y la lactancia; también se cree, aunque no está demostrado, que el propionato de clobetasol actúa activando los receptores de hormonas estoroideas. Este fármaco, uno de los más potentes de su clase, está clasificado como un corticoesteroide de clase I en Estados Unidos, mientras que en la Unión Europea se encuentra en la clase IV.
Patentado en 1968, comenzó a utilizarse como medicamento en 1978, por lo que también está disponible como medicamento genérico tras caducar la patente. Su uso está relativamente extendido, por ejemplo en Estados Unidos fue el 213.º medicamento más recetado en 2018, con más de 2,6 millones de recetas. En otros países occidentales su uso es más limitado, por ejemplo en España están prohibidos algunos productos cuyo principio activo es el «clobetasol propionato» debido, entre otras razones, a sus contraindicaciones en el tratamiento de infecciones dermatológicas.

## Química
La sustancia es químicamente un éster de ácido propanoico con betametasona, donde se ha intercambiado un átomo de hidrógeno por uno de cloro. Es prácticamente indisoluble en agua y ligeramente soluble en etanol al 96% en porcentaje en volumen. Para su fabricación se hace reaccionar betametasona 17-propionato con cloruro de metansulfonilo en presencia de piridina y luego con cloruro de litio en acetona o en N,N-dimetilformamida.

## Usos médicos
Se utiliza para el tratamiento de diversos trastornos de la piel, como el eccema, la dermatitis de contacto, la dermatitis seborreica, la psoriasis, la balanitis xerótica obliterante y el herpes labial. Además está indicado para el tratamiento de enfermedades autoinmunes como la alopecia areata, el liquen plano o la micosis fungoide. También es un medicamento de primera línea para el tratamiento de la enfermedad de injerto contra huésped, tanto en su forma aguda como crónica.
Fuera del ámbito médico, es utilizado como cosmético por personas que intentan blanquear su piel, aunque su utilización para este fin es polémica y entraña notables riesgos. En Estados Unidos, uno de los principales países donde se da esta práctica, la Administración de Alimentos y Medicamentos (FDA) no lo aprueba para estos fines, por lo que su venta sin receta es ilegal en el país. A pesar de ello, los aclarantes que contienen propionato de clobetasol como principio activo se comercializan en tiendas de artículos de belleza de ciudades como Nueva York e Internet. Debido a que en algunos países no se requiere receta médica para su adquisición, su comercialización fuera del ámbito sanitario tiene un carácter internacional. Su utilización con estos fines puede provocar sensibilidad en la piel, hacer los capilares visibles y provocar acné. También puede provocar, de forma permanente, hipertensión, hiperglucemia, supresión de la producción natural de esteroides y estrías.
De acuerdo con un estudio realizado en Canadá y las principales ciudades del África occidental, el propionato de clobetasol se encuentra, junto con el mercurio y la hidroquinona «entre los agentes más tóxicos y más utilizados en los productos blanqueantes». La mayoría de productos examinados en el estudio –vendidos de forma ilegal– eran potencialmente tóxicos y tenían mayores concentraciones de propionato de clobetasol que las permitidas en los medicamentos autorizados.

### Interacciones
Se pueden producir posibles interacciones si el propionato de clobetasol se administra de forma simultánea junto con otros corticoesteroides. Esto puede enmascarar posibles infecciones bacterianas, ya que provoca falsos negativos en la prueba de nitroazul de tetrazolio.

## Contraindicaciones
Al tratarse de un corticoide de alta potencia, la probabilidad de sufrir efectos adversos aumenta respecto a otros medicamentos homólogos más débiles; de igual forma, es más probable sufrir efectos adversos si se utiliza por largos periodos de tiempo o se aplica en amplias zonas corporales. Algunos estudios también apuntan a que existe mayor riesgo en niños y bebés. Los efectos secundarios más comunes son la irritación, sequedad y enrojecimiento de la piel, además de granos y telangiectasia. También puede provocar efectos secundarios graves, como insuficiencia adrenal, reacciones alérgicas, celulitis, síndrome de Cushing, glucosuria e hiperglucemia. Como otros corticosteroides tópicos homólogos, puede provocar supresión temporal del eje hipotalámico-hipofisario-adrenal, además de atrofia de la epidermis y del tejido subcutáneo por un uso prolongado en zonas concretas.
No existen aún estudios adecuados y bien controlados de sus efectos teratogénicos en mujeres embarazadas; en crema y ungüento, dado el riesgo potencial para el correcto desarrollo del embarazo, debe utilizarse solo si sus beneficios potenciales superan ese riesgo. Según las conclusiones de la Agencia de Protección Ambiental de California publicadas en 1997, las mujeres embarazadas o aquellas que esperan quedarse embarazadas no deben usar propionato de clobetasol, ya que los estudios con ratas parecen demostrar un riesgo de defectos en el nacimiento:

Los estudios en ratas después de la administración oral de dosis de hasta 50 microgramos/kg por día revelaron que las hembras sufrieron un aumento del número de embriones reabsorbidos y una disminución en el número de fetos vivos en la dosis más alta [...] No se ha probado la teratogénesis del propionato de clobetasol cuando se aplica tópicamente; sin embargo, se absorbe por vía percutánea y cuando se administra por vía subcutánea demuestra ser un teratógeno significativo tanto en conejos como en ratones.